# Metazygia corumba
Metazygia corumba là một loài nhện trong họ Araneidae.
Loài này thuộc chi Metazygia. Metazygia corumba được Herbert Walter Levi miêu tả năm 1995.